# Teodoro Augusto Ramos
Teodoro Augusto Ramos (São Paulo, 26 de junio de 1895 - Río de Janeiro, 5 de diciembre de 1937) fue un ingeniero, profesor universitario y político brasileño.
Incentivó fuertemente los estudios para el desarrollo de las ciencias matemáticas en Brasil. Sus trabajos y actividades muestran su preocupación por la educación brasileña. Fue alumno de Manuel Amoroso Costa y el continuador de su movimiento de renovación científica y modernizadora de la educación superior en Brasil.
Tuvo una participación activa en el proceso de fundación de la Universidad de São Paulo. Fue parte del cuerpo académico de la Escuela Politécnica de São Paulo. En 1934, fue nombrado el primer director de la recién creada Facultad de Filosofía, Ciencias y Letras (FFCL). Aún en 1934, fue encargado por Armando de Sales Oliveira para viajar a Europa para invitar a profesores europeos a venir a trabajar en la naciente USP.
Ocupó también cargos públicos como el de alcalde de São Paulo entre el 29 de diciembre de 1932 hasta el 1 de abril de 1933 en un periodo de gran turbulencia para el país. 
Estuvo casado con Luísa Galvão con quien tuvo tres hijos.
Publicó A teoria da relatividade e os raios espectrais do hidrogênio (1923), Leçons sur le calcule vectoriel (París, 1930), Introdução à mecânica dos quanta (conferencias, 1931-1932), Estudos; ensino, ciências físicas e matemática (1933), Representação aproximada de uma integral hiperelítica (1933).
Falleció en Río de Janeiro, el 5 de diciembre de 1937.